# Veintiuno de Mayo
Veintiuno de Mayo är en ort i Mexiko.   Den ligger i kommunen Calakmul och delstaten Campeche, i den östra delen av landet, 1 100 km öster om huvudstaden Mexico City. Veintiuno de Mayo ligger 221 meter över havet och antalet invånare är 216.
Terrängen runt Veintiuno de Mayo är platt. Runt Veintiuno de Mayo är det mycket glesbefolkat, med 2 invånare per kvadratkilometer. Närmaste större samhälle är La Virgencita de la Candelaria, 12,0 km väster om Veintiuno de Mayo. I omgivningarna runt Veintiuno de Mayo växer i huvudsak städsegrön lövskog.